# Saison 2008-2009 du Standard de Liège
Maillots
Chronologie
Saison précédente Saison suivante
Lors de la saison 2008-2009, le Standard de Liège évolue en Jupiler League et participe tout d'abord au troisième tour préliminaire de la Ligue des champions avant d'être repêché en Coupe de l'UEFA. Il participe également à la Coupe Cofidis. Depuis cette saison, il est entraîné par Laszlo Boloni. Au terme de la saison, le Standard a remporté le championnat après deux test-matchs face au RSC Anderlecht. Ce sacre est le deuxième d'affilée du club et par la même occasion, le dixième de son histoire. Le titre qualifie directement le Standard pour la prochaine Ligue des Champions et ce sera la première participation des Liégeois à la phase de poule de cette compétition.

## Déroulement de la saison
Le samedi 9 août, le Standard commence la saison en remportant la Supercoupe de Belgique de football face au vainqueur de la coupe, le RSC Anderlecht sur le score de 3 buts à 1.
Le 13 août, le Standard fait match nul face à l'équipe de Liverpool FC.
Le mercredi 27 août, le Standard est sorti de la ligue des champions.
Le jeudi 2 octobre, le Standard élimine le Everton FC au premier tour de la Coupe de l'UEFA. Après un match nul réalisé en Angleterre (2-2), les Liégeois s'imposent 2 buts à 1 à domicile. Le Standard élimine ainsi un club anglais pour la première fois de son histoire.
Le 7 octobre 2008, lors du tirage au sort des poules à Nyon (Suisse), le Standard se retrouve dans le groupe du FC Séville (Espagne), de la Sampdoria Gènes (Italie), du VfB Stuttgart (Allemagne) et du Partizan Belgrade (Serbie). Le Standard terminera premier de sa poule et se qualifie pour les 1/16eme de finale avec 3 victoires et une défaite.
Le 19 décembre 2008, à Nyon, lors du tirage au sort des 16èmes de finale et des 8èmes de finale, le Standard tombe sur l'équipe portugaise du Sporting Braga. S'il se qualifie pour le tour suivant il affrontera le vainqueur du match PSG - VfL Wolfsburg.
Le 21 décembre 2008, le Standard termine le premier tour sur une victoire face à La Gantoise. Malgré des victoires face à Anderlecht et au FC Bruges, les Liégeois ne passeront l'hiver qu'à la deuxième place avec 34 points, soit 4 de moins que les leaders anderlechtois.

## Équipements
| Marque          | Diadora   |           |
| Sponsor maillot | Base      |           |
| domicile        | extérieur | troisième |

## Staff technique
| Fonction                | Nom                   | Date de Naissance | Nationalité | Fin du Contrat               | Dernier Club               |
| ----------------------- | --------------------- | ----------------- | ----------- | ---------------------------- | -------------------------- |
| Entraineur principal    | László Bölöni         | 11-03-1953        | Roumanie    | Juin 2009                    | Al Jazira Abu Dhabi        |
| Entraineur adjoint      | Joaquim Rolão Preto   | 05-11-1959        | Portugal    | Juin 2009                    | Al Jazira Abu Dhabi        |
| Entraineur adjoint      | Frans Masson          | 22-08-1950        | Belgique    | Juin 2009                    | Direction Formation URBSFA |
| Entraineur des gardiens | Jean-François Lecomte | 17-11-1968        | Belgique    | Juin 2009                    | Jeunes du Standard         |
| Préparateur physique    | Guy Namurois          | 05-02-1961        | Belgique    | contrat à durée indéterminée |                            |

## Effectif
| Numéro             | Joueur                 | Date de naissance | Lieu de naissance          | Nationalité                      | Fin du contrat | Dernier club       |
| ------------------ | ---------------------- | ----------------- | -------------------------- | -------------------------------- | -------------- | ------------------ |
| Gardiens           |                        |                   |                            |                                  |                |                    |
| 1                  | Aragon Espinoza Rorys  | 28-06-1982        | Guayaquil                  | Équateur                         | Juin 2009      | El Nacional        |
| 16                 | Anthony Moris          | 29-04-1990        | Liège                      | Belgique                         | Juin 2010      | Formé au club      |
| 18                 | Jesse Soubry           | 14-03-1990        | Bruxelles                  | Belgique                         | Juin 2009      | Formé au club      |
| 38                 | Sinan Bolat            | 03-09-1988        | Kayseri                    | Turquie                          | Juin 2013      | RC Genk            |
| Défenseurs         |                        |                   |                            |                                  |                |                    |
| 2                  | Réginal Goreux         | 31-12-1987        | Saint-Michel-de-l'Attalaye | Belgique                         | Juin 2010      | Formé au club      |
| 3                  | Alexandre Da Silva     | 16-01-1987        |                            | Belgique                         | Juin 2010      | FC Bruges          |
| 5                  | Oguchi Onyewu          | 13-05-1982        | Washington D.C.            | États-Unis                       | Juin 2009      | RAA Louviéroise    |
| 13                 | Digão                  | 14-10-1985        | Brasilia                   | Brésil                           | Juin 2009      | Milan AC           |
| 14                 | Landry Mulemo          | 17-09-1986        | Liège                      | Belgique                         | Juin 2010      | Saint-Trond VV     |
| 15                 | Tomislav Mikulic       | 04-01-1982        | Vukovar                    | Croatie                          | Juin 2010      | Dinamo Zagreb      |
| 17                 | Marcos Camozzato       | 17-06-1983        | Porto Alegre               | Brésil                           | Juin 2013      | SC Internacional   |
| 19                 | Mohamed Sarr           | 23-12-1983        | Dakar                      | Sénégal                          | Juin 2011      | Milan AC           |
| 29                 | Marco Ingrao           | 28-07-1982        | Agrigento                  | Belgique                         | Juin 2009      | Lierse SK          |
| Milieux de terrain |                        |                   |                            |                                  |                |                    |
| 6                  | Wilfried Dalmat        | 17-07-1982        | Tours                      | France                           | Juin 2011      | RAEC Mons          |
| 8                  | Steven Defour          | 15-04-1988        | Malines                    | Belgique                         | Juin 2013      | RC Genk            |
| 11                 | Salim Toama            | 09-08-1979        | Lod                        | Israël                           | Juin 2010      | Hapoël Tel-Aviv    |
| 21                 | Eliaquim Mangala       | 13-12-1991        | Paris                      | France                           | Juin 2013      | Union Royale Namur |
| 26                 | Benjamin Nicaise       | 28-09-1980        | Maisons-Alfort             | France                           | Juin 2011      | RAEC Mons          |
| 28                 | Axel Witsel            | 12-01-1989        | Liège                      | Belgique                         | Juin 2013      | Formé au club      |
| 30                 | Hiraç Yagan            | 03-01-1988        | Etterbeek                  | Arménie                          | Juin 2009      | Formé au club      |
| 33                 | Mehdi Carcela-Gonzalez | 01-07-1989        | Liège                      | Belgique                         | Juin 2013      | Formé au club      |
| Attaquants         |                        |                   |                            |                                  |                |                    |
| 7                  | Gohi Bi Cyriac         | 05-08-1990        | Bediala                    | Côte d'Ivoire                    | Juin 2014      | ASEC Mimosas       |
| 9                  | Dieumerci Mbokani      | 22-11-1985        | Kinshasa                   | République démocratique du Congo | Juin 2013      | RSC Anderlecht     |
| 10                 | Igor de Camargo        | 12-05-1983        | Porto Feliz                | Belgique                         | Juin 2013      | FCM Brussels       |
| 20                 | Leon Benko             | 11-11-1983        | Varaždin                   | Croatie                          | Juin 2009      | FC Nuremberg       |
| 22                 | Alandson Da Silva      | 04-10-1988        |                            | Belgique                         | Juin 2010      | FC Bruges          |
| 23                 | Milan Jovanović        | 18-04-1981        | Čačak                      | Serbie                           | Juin 2010      | MFK Lokomotiv      |
| 25                 | Christian Benteke      | 03-12-1990        | Kinshasa                   | Belgique                         | Juin 2013      | RC Genk            |

### Transferts

#### Été 2008
| Nom                           | Naissance         | Position          | Nationalité sportive | Fin de contrat | Dernier club        | Destination          |
| ARRIVÉES                      |                   |                   |                      |                |                     |                      |
| László Bölöni                 | 11 mars 1955      | Entraineur        | Roumanie             | Juin 2009      | Al Jazira Abu Dhabi | Standard de Liège    |
| Alandson Da Silva             | 4 octobre 1988    | Attaquant         | Belgique             | Juin 2010      | FC Bruges           | Standard de Liège    |
| Alexandre Da Silva            | 16 janvier 1987   | Défenseur         | Belgique             | Juin 2010      | FC Bruges           | Standard de Liège    |
| Wilfried Dalmat               | 17 juillet 1982   | Milieu de terrain | France               | Juin 2011      | RAEC Mons           | Standard de Liège    |
| Benjamin Nicaise              | 28 septembre 1980 | Milieu de terrain | France               | Juin 2011      | RAEC Mons           | Standard de Liège    |
| Tomislav Mikulic              | 4 janvier 1982    | Arrière gauche    | Croatie              | Juin 2010      | Dinamo Zagreb       | Standard de Liège    |
| Leon Benko                    | 11 novembre 1983  | Attaquant         | Croatie              | Juin 2009      | FC Nuremberg        | Standard de Liège    |
| Digão (prêté)                 | 14 octobre 1985   | Défenseur central | Brésil               | Juin 2009      | Milan AC            | Standard de Liège    |
| DÉPARTS                       |                   |                   |                      |                |                     |                      |
| Michel Preud'homme            | 24 janvier 1959   | Entraineur        | Belgique             | Juin 2008      | Standard de Liège   | La Gantoise          |
| Frederico Burgel Xaviel       | 15 janvier 1986   | Défenseur         | Brésil               | Juin 2008      | Standard de Liège   | FCV Dender EH        |
| Yanis Papassarantis           | 12 mars 1988      | Médian            | Belgique             | Juin 2008      | Standard de Liège   | KSV Roulers          |
| Jérôme Nollevaux              | 14 février 1988   | Médian défensif   | Belgique             | Juin 2008      | Standard de Liège   | FCM Brussels         |
| Miguel Dachelet               | 16 janvier 1988   | Défenseur         | Belgique             | Juin 2008      | Standard de Liège   | SV Zulte Waregem     |
| Vittorio Villano              | 2 février 1988    | Milieu de terrain | Belgique             | Juin 2009      | Standard de Liège   | AFC Tubize           |
| Thomas Phibel (prêté)         | 31 mai 1986       | Défenseur         | France               | Juin 2009      | Standard de Liège   | FCM Brussels         |
| Siramana Dembélé              | 27 janvier 1977   | Milieu défensif   | France               | Juin 2009      | Standard de Liège   | Maccabi Petah-Tikvah |
| Edouard Kabamba Wenze (prêté) | 24 janvier 1987   | Attaquant         | Belgique             | Juin 2010      | Standard de Liège   | Real Madrid Castilla |
| Grégory Dufer (prêté)         | 19 décembre 1981  | Ailier droit      | Belgique             | Juin 2010      | Standard de Liège   | AFC Tubize           |
| Marouane Fellaini             | 22 novembre 1987  | Milieu défensif   | Belgique             | Juin 2012      | Standard de Liège   | Everton FC           |

#### Hiver 2009
| Nom                       | Naissance        | Position          | Nationalité sportive | Fin de contrat | Dernier club      | Destination              |
| ARRIVÉES                  |                  |                   |                      |                |                   |                          |
| Sinan Bolat               | 3 septembre 1988 | Gardien           | Turquie              | Juin 2013      | RC Genk           | Standard de Liège        |
| Christian Benteke         | 3 décembre 1990  | Attaquant         | Belgique             | Juin 2013      | RC Genk           | Standard de Liège        |
| Mehmet Kıskaç             | 9 juillet 1990   | Défenseur central | Turquie              | Juin 2011      | Ankaragücü        | Standard de Liège        |
| Gohi Bi Cyriac            | 5 août 1990      | Attaquant         | Côte d'Ivoire        | Juin 2014      | ASEC Mimosas      | Standard de Liège        |
| DÉPARTS                   |                  |                   |                      |                |                   |                          |
| Dante Bonfim Santos Costa | 18 octobre 1983  | Arrière gauche    | Brésil               | Juin 2009      | Standard de Liège | Borussia Mönchengladbach |
| Germain Marloye           | 12 juillet 1988  | Attaquant         | Belgique             | Juin 2009      | Standard de Liège | RRC Hamoir               |
| Grégory Servais (prêté)   | 30 novembre 1988 | Médian gauche     | Belgique             | Juin 2010      | Standard de Liège | Union La Calamine        |
| Jérémy De Vriendt         | 22 mars 1986     | Gardien           | Belgique             | Juin 2009      | Standard de Liège | FC Malines               |

## Les résultats

### Amicaux
| Journée | Date       | Heure | Lieu                | Club visité          | Club visiteur     | Score  | Buts liégeois                                                                  |
| ------- | ---------- | ----- | ------------------- | -------------------- | ----------------- | ------ | ------------------------------------------------------------------------------ |
| 1       | 05/07/2008 | 19h30 | Veldwezelt          | Excelsior Veldwezelt | Standard de Liège | 0 - 5  | Fellaini, de Camargo (2), Dalmat, Nicaise                                      |
| 2       | 09/07/2008 | 19h30 | Amay                | RCE Amay             | Standard de Liège | 0 - 11 | Dembélé, Kabamba (2), Dufer, Mbokani, de Camargo (3), Dalmat, Witsel, Alandson |
| 3       | 12/07/2008 | 19h00 | Hasselt             | MVV Maastricht       | Standard de Liège | 1 - 3  | Mbokani, de Camargo, Dante                                                     |
| 4       | 19/07/2008 | 19h30 | Tirlemont           | KVK Tirlemont        | Standard de Liège | 2 - 1  | de Camargo                                                                     |
| 5       | 23/07/2008 | 19h00 | Eupen               | 1.FC Cologne         | Standard de Liège | 3 - 3  | Mbokani (2), Dante                                                             |
| 6       | 24/07/2008 | 18h30 | Académie RLD        | Standard de Liège    | RRC Hamoir        | 5 - 0  | Toama, Alandson, Jovanovic (2), Dufer                                          |
| 7       | 30/07/2008 | 19h00 | Valenciennes        | Valenciennes FC      | Standard de Liège | 0 - 1  | de Camargo                                                                     |
| 8       | 31/07/2008 | 19h00 | Académie RLD        | Standard de Liège    | FC Seraing        | 9 - 0  | Jovanovic (5), Kabamba, Marloye, Falcione (2)                                  |
| 9       | 02/08/2008 | 21h00 | Saint-Etienne       | AS Saint-Etienne     | Standard de Liège | 3 - 0  |                                                                                |
| 10      | 19/08/2008 | 19h00 | Académie RLD        | Standard de Liège    | AS Eupen          | 1 - 0  | Baratto (csc)                                                                  |
| 11      | 05/09/2008 | 17h30 | Caudebec-les-Elbeuf | Havre AC             | Standard de Liège | 0 - 2  | de Camargo, Jovanovic                                                          |
| 12      | 12/10/2008 | 14h00 | Académie RLD        | Standard de Liège    | MVV Maastricht    | 4 - 1  | Benko (3), Nicaise                                                             |
| 13      | 08/01/2009 | 11h00 | El Saler            | Valence CF B         | Standard de Liège | 2 - 1  | Goreux                                                                         |
| 14      | 14/01/2009 | 18h30 | Académie RLD        | Standard de Liège    | AS Eupen          | 2 - 0  | Benko, Jovanovic                                                               |
| 15      | 26/03/2009 | 19h00 | Académie RLD        | Standard de Liège    | RCS Visé          | 2 - 1  | Dalmat, Angeli                                                                 |

### Supercoupe de Belgique de football
| Date       | Heure | Lieu     | Club visité       | Club visiteur  | Score | Buts liégeois       | Assistance |
| ---------- | ----- | -------- | ----------------- | -------------- | ----- | ------------------- | ---------- |
| 09/08/2008 | 20h30 | Sclessin | Standard de Liège | RSC Anderlecht | 3 - 1 | Onyewu (2), Nicaise | 20 000     |

### Ligue des champions
| Tour                        | Date       | Heure | Club visité       | Club visiteur     | Score      | Buts liégeois | Assistance |
| --------------------------- | ---------- | ----- | ----------------- | ----------------- | ---------- | ------------- | ---------- |
| 3e tour préliminaire aller  | 13/08/2008 | 21h05 | Standard de Liège | Liverpool FC      | 0 - 0      |               | 27 600     |
| 3e tour préliminaire retour | 27/08/2008 | 21h05 | Liverpool FC      | Standard de Liège | 1 - 0 (ap) |               | 43 899     |

### Coupe UEFA
| Tour                  | Date       | Heure | Club visité       | Club visiteur     | Score | Buts liégeois                 | Assistance |
| --------------------- | ---------- | ----- | ----------------- | ----------------- | ----- | ----------------------------- | ---------- |
| 1er tour aller        | 18/09/2008 | 21h05 | Everton FC        | Standard de Liège | 2 - 2 | Mbokani, Yobo (csc)           | 28 310     |
| 1er tour retour       | 02/10/2008 | 19h40 | Standard de Liège | Everton FC        | 2 - 1 | Witsel, Jovanovic             | 28 000     |
| Groupe C - 1e journée | 23/10/2008 | -     | bye               |                   |       |                               |            |
| Groupe C - 2e journée | 06/11/2008 | 20h45 | Standard de Liège | FC Séville        | 1 - 0 | Mbokani                       | 26 000     |
| Groupe C - 3e journée | 27/11/2008 | 20h45 | Partizan Belgrade | Standard de Liège | 0 - 1 | de Camargo                    | 14 500     |
| Groupe C - 4e journée | 03/12/2008 | 20h45 | Standard de Liège | Sampdoria Gènes   | 3 - 0 | de Camargo, Onyewu, Jovanovic | 27 000     |
| Groupe C - 5e journée | 18/12/2008 | 20h45 | VfB Stuttgart     | Standard de Liège | 3 - 0 |                               | 30 000     |
| 1/16 aller            | 18/02/2009 | 21h45 | Sporting Braga    | Standard de Liège | 3 - 0 |                               | 9 400      |
| 1/16 retour           | 26/02/2009 | 20h45 | Standard de Liège | Sporting Braga    | 1 - 1 | Mbokani                       | 26 500     |

### Championnat

#### Saison régulière
| Journée | Date       | Heure | Club visité              | Club visiteur            | Score | Buts liégeois                          | Assistance |
| ------- | ---------- | ----- | ------------------------ | ------------------------ | ----- | -------------------------------------- | ---------- |
| 1       | 16/08/2008 | 20h00 | FCV Dender EH            | Standard de Liège        | 1 - 3 | Mbokani (2), Toama                     | 5 601      |
| 2       | 23/08/2008 | 18h00 | Standard de Liège        | KVC Westerlo             | 3 - 0 | Toama, Mbokani (2)                     | 24 522     |
| 3       | 31/08/2008 | 18h00 | KSV Roulers              | Standard de Liège        | 1 - 1 | Toama                                  | 7 112      |
| 4       | 13/09/2008 | 20h00 | Standard de Liège        | KV Courtrai              | 2 - 0 | de Camargo, Mbokani                    | 24 322     |
| 5       | 21/09/2008 | 18h00 | AFC Tubize               | Standard de Liège        | 0 - 1 | Mbokani                                | 4 535      |
| 6       | 26/09/2008 | 20h30 | Standard de Liège        | RSC Anderlecht           | 2 - 1 | Witsel, Jovanovic                      | 26 980     |
| 7       | 05/10/2008 | 20h30 | Cercle Bruges            | Standard de Liège        | 4 - 1 | Sarr                                   | 12 007     |
| 8       | 18/10/2008 | 20h00 | Standard de Liège        | RAEC Mons                | 2 - 1 | Jovanovic, Witsel                      | 25 892     |
| 9       | 26/10/2008 | 20h30 | RC Genk                  | Standard de Liège        | 0 - 0 |                                        | 24 386     |
| 10      | 31/10/2008 | 20h30 | Standard de Liège        | Sporting de Charleroi    | 1 - 2 | Nicaise                                | 27 150     |
| 11      | 09/11/2008 | 20h30 | Germinal Beerschot A.    | Standard de Liège        | 1 - 3 | Mbokani (2), Jovanovic                 | 11 705     |
| 12      | 16/11/2008 | 18h00 | KSC Lokeren              | Standard de Liège        | 1 - 1 | Mbokani                                | 7 162      |
| 13      | 22/11/2008 | 20h00 | Standard de Liège        | Royal Excelsior Mouscron | 3 - 1 | de Camargo (2), Jovanovic              | 26 318     |
| 14      | 30/11/2008 | 18h00 | FC Malines               | Standard de Liège        | 0 - 0 |                                        | 11 525     |
| 15      | 06/12/2008 | 20h00 | Standard de Liège        | SV Zulte Waregem         | 1 - 2 | Mbokani                                | 24 877     |
| 16      | 14/12/2008 | 13h00 | FC Bruges                | Standard de Liège        | 1 - 4 | Defour, de Camargo, Jovanovic, Mbokani | 28 180     |
| 17      | 21/12/2008 | 20h30 | Standard de Liège        | La Gantoise              | 2 - 1 | Dalmat, Dante                          | 27 352     |
| 18      | 17/01/2009 | 20h00 | Standard de Liège        | FCV Dender EH            | 3 - 2 | Jovanovic, Mbokani, Defour             | 25 134     |
| 19      | 25/01/2009 | 20h30 | KVC Westerlo             | Standard de Liège        | 0 - 1 | de Camargo                             | 8 137      |
| 20      | 31/01/2009 | 20h00 | Standard de Liège        | KSV Roulers              | 3 - 0 | Jovanovic, Witsel, Benko               | 25 255     |
| 21      | 06/02/2009 | 20h30 | KV Courtrai              | Standard de Liège        | 0 - 2 | Jovanovic, Dalmat                      | 7 975      |
| 22      | 14/02/2009 | 20h00 | Standard de Liège        | AFC Tubize               | 4 - 0 | de Camargo, Defour, Benteke, Yagan     | 25 494     |
| 23      | 22/02/2009 | 20h30 | RSC Anderlecht           | Standard de Liège        | 4 - 2 | Dalmat, Mbokani                        | 24 286     |
| 24      | 01/03/2009 | 20h30 | Standard de Liège        | Cercle Bruges            | 4 - 0 | de Camargo, Mbokani (2), Goreux        | 25 573     |
| 25      | 06/03/2009 | 20h30 | RAEC Mons                | Standard de Liège        | 0 - 1 | Witsel                                 | 9 451      |
| 26      | 15/03/2009 | 20h30 | Standard de Liège        | RC Genk                  | 2 - 0 | Witsel, de Camargo                     | 26 876     |
| 27      | 22/03/2009 | 20h30 | Sporting de Charleroi    | Standard de Liège        | 1 - 0 |                                        | 20 701     |
| 28      | 05/04/2009 | 18h00 | Standard de Liège        | Germinal Beerschot A.    | 3 - 1 | Witsel, Jovanovic, Mbokani             | 27 160     |
| 29      | 11/04/2009 | 20h00 | Standard de Liège        | KSC Lokeren              | 1 - 0 | Benteke                                | 26 349     |
| 30      | 18/04/2009 | 20h00 | Royal Excelsior Mouscron | Standard de Liège        | 0 - 3 | Onyewu (2), Dalmat                     | 10 497     |
| 31      | 25/04/2009 | 20h00 | Standard de Liège        | FC Malines               | 4 - 1 | Defour, Jovanovic (2), Benteke         | 27 427     |
| 32      | 02/05/2009 | 20h00 | SV Zulte Waregem         | Standard de Liège        | 0 - 0 |                                        | 8 500      |
| 33      | 09/05/2009 | 20h00 | Standard de Liège        | FC Bruges                | 2 - 0 | Jovanovic, Onyewu                      | 27 526     |
| 34      | 16/05/2009 | 20h00 | La Gantoise              | Standard de Liège        | 0 - 1 | Witsel                                 | 12 644     |

#### Test-match pour le titre
| Tour   | Date       | Heure | Club visité       | Club visiteur     | Score | Buts liégeois | Assistance |
| ------ | ---------- | ----- | ----------------- | ----------------- | ----- | ------------- | ---------- |
| aller  | 21/05/2009 | 20h30 | RSC Anderlecht    | Standard de Liège | 1 - 1 | Mbokani       | 26 000     |
| retour | 24/05/2009 | 20h30 | Standard de Liège | RSC Anderlecht    | 1 - 0 | Witsel        | 27 500     |

### Coupe de Belgique
| Tour | Date       | Heure | Club visité | Club visiteur     | Score           | Buts liégeois | Assistance |
| ---- | ---------- | ----- | ----------- | ----------------- | --------------- | ------------- | ---------- |
| 1/16 | 12/11/2008 | 20h45 | KV Courtrai | Standard de Liège | 1 - 1 (3-2 tab) | Mbokani       | 6 000      |

## Statistiques de la saison
NB: Les joueurs sont cités en fonction de leur temps de jeu sur la saison
| Nom        | Nat. | Num. |     | Saison 2008-2009 | Saison 2008-2009 | Saison 2008-2009 | Saison 2008-2009 | Saison 2008-2009 | Saison 2008-2009 | Saison 2008-2009 | Saison 2008-2009 | Championnat | Championnat | Championnat | Championnat | Championnat | Championnat | Championnat  | Championnat | Coupes d'Europe (LC et UEFA) | Coupes d'Europe (LC et UEFA) | Coupes d'Europe (LC et UEFA) | Coupes d'Europe (LC et UEFA) | Coupes d'Europe (LC et UEFA) | Coupes d'Europe (LC et UEFA) | Coupes d'Europe (LC et UEFA) | Coupes d'Europe (LC et UEFA) | Coupe et Supercoupe | Coupe et Supercoupe | Coupe et Supercoupe | Coupe et Supercoupe | Coupe et Supercoupe | Coupe et Supercoupe | Coupe et Supercoupe | Coupe et Supercoupe |
| Nom        | Nat. | Num. | Min | J                | But inscrit      | T                | OUT              | IN               | Averti           | Carton rouge     | Min              | J           | But inscrit | T           | OUT         | IN          | Averti      | Carton rouge | Min         | J                            | But inscrit                  | T                            | OUT                          | IN                           | Averti                       | Carton rouge                 | Min                          | J                   | But inscrit         | T                   | OUT                 | IN                  | Averti              | Carton rouge        |                     |
| ---------- | ---- | ---- | --- | ---------------- | ---------------- | ---------------- | ---------------- | ---------------- | ---------------- | ---------------- | ---------------- | ----------- | ----------- | ----------- | ----------- | ----------- | ----------- | ------------ | ----------- | ---------------------------- | ---------------------------- | ---------------------------- | ---------------------------- | ---------------------------- | ---------------------------- | ---------------------------- | ---------------------------- | ------------------- | ------------------- | ------------------- | ------------------- | ------------------- | ------------------- | ------------------- | ------------------- |
| Onyewu     |      | 5    |     | 4001             | 45               | 7                | 44               | 3                | 1                | 5                | 0                | 2951        | 34          | 4           | 33          | 3           | 1           | 3            | 0           | 840                          | 9                            | 1                            | 9                            | 0                            | 0                            | 1                            | 0                            | 210                 | 2                   | 2                   | 2                   | 0                   | 0                   | 1                   | 0                   |
| Witsel     |      | 28   |     | 3971             | 46               | 9                | 44               | 6                | 2                | 5                | 0                | 2951        | 35          | 8           | 33          | 6           | 2           | 4            | 0           | 930                          | 10                           | 1                            | 10                           | 0                            | 0                            | 1                            | 0                            | 90                  | 1                   | 0                   | 1                   | 0                   | 0                   | 0                   | 0                   |
| Camozzato  |      | 17   |     | 3774             | 43               | 0                | 42               | 3                | 1                | 7                | 0                | 2822        | 32          | 0           | 32          | 3           | 0           | 7            | 0           | 840                          | 9                            | 0                            | 9                            | 0                            | 0                            | 0                            | 0                            | 112                 | 2                   | 0                   | 1                   | 0                   | 1                   | 0                   | 0                   |
| Defour     |      | 8    |     | 3732             | 45               | 4                | 43               | 12               | 2                | 10               | 0                | 2717        | 33          | 4           | 31          | 8           | 2           | 8            | 0           | 848                          | 10                           | 0                            | 10                           | 2                            | 0                            | 2                            | 0                            | 167                 | 2                   | 0                   | 2                   | 2                   | 0                   | 0                   | 0                   |
| Mbokani    |      | 9    |     | 3701             | 42               | 21               | 40               | 7                | 2                | 13               | 0                | 2663        | 31          | 17          | 29          | 6           | 2           | 8            | 0           | 918                          | 10                           | 3                            | 10                           | 1                            | 0                            | 4                            | 0                            | 120                 | 1                   | 1                   | 1                   | 0                   | 0                   | 1                   | 0                   |
| Jovanovic  |      | 23   |     | 3409             | 40               | 14               | 39               | 15               | 1                | 6                | 0                | 2690        | 31          | 12          | 31          | 11          | 0           | 6            | 0           | 645                          | 8                            | 2                            | 7                            | 3                            | 1                            | 0                            | 0                            | 74                  | 1                   | 0                   | 1                   | 1                   | 0                   | 0                   | 0                   |
| Espinoza   |      | 1    |     | 3398             | 38               | 0                | 37               | 1                | 1                | 0                | 0                | 2430        | 27          | 0           | 27          | 0           | 0           | 0            | 0           | 878                          | 10                           | 0                            | 9                            | 1                            | 1                            | 0                            | 0                            | 90                  | 1                   | 0                   | 1                   | 0                   | 0                   | 0                   | 0                   |
| Dalmat     |      | 6    |     | 3335             | 42               | 4                | 40               | 28               | 2                | 5                | 0                | 2531        | 32          | 4           | 31          | 23          | 1           | 5            | 0           | 687                          | 8                            | 0                            | 8                            | 4                            | 0                            | 0                            | 0                            | 117                 | 2                   | 0                   | 1                   | 1                   | 1                   | 0                   | 0                   |
| de Camargo |      | 10   |     | 2903             | 40               | 10               | 33               | 16               | 7                | 6                | 0                | 1908        | 29          | 8           | 22          | 11          | 7           | 4            | 0           | 786                          | 9                            | 2                            | 9                            | 4                            | 0                            | 2                            | 0                            | 209                 | 2                   | 0                   | 2                   | 1                   | 0                   | 0                   | 0                   |
| Sarr       |      | 19   |     | 2726             | 31               | 1                | 30               | 1                | 1                | 5                | 1                | 1801        | 21          | 1           | 20          | 0           | 1           | 3            | 1           | 840                          | 9                            | 0                            | 9                            | 0                            | 0                            | 2                            | 0                            | 85                  | 1                   | 0                   | 1                   | 1                   | 0                   | 0                   | 0                   |
| Dante      |      | 4    | **  | 2154             | 24               | 1                | 24               | 1                | 0                | 6                | 1                | 1284        | 15          | 1           | 15          | 1           | 0           | 3            | 1           | 660                          | 7                            | 0                            | 7                            | 0                            | 0                            | 2                            | 0                            | 210                 | 2                   | 0                   | 2                   | 0                   | 0                   | 1                   | 0                   |
| Mulemo     |      | 14   |     | 1915             | 27               | 0                | 20               | 2                | 7                | 8                | 0                | 1577        | 22          | 0           | 17          | 2           | 5           | 8            | 0           | 218                          | 4                            | 0                            | 2                            | 0                            | 2                            | 0                            | 0                            | 120                 | 1                   | 0                   | 1                   | 0                   | 0                   | 0                   | 0                   |
| Mikulic    |      | 15   |     | 1856             | 23               | 0                | 21               | 2                | 2                | 2                | 1                | 1672        | 20          | 0           | 19          | 1           | 1           | 2            | 1           | 179                          | 2                            | 0                            | 2                            | 1                            | 0                            | 0                            | 0                            | 5                   | 1                   | 0                   | 0                   | 0                   | 1                   | 0                   | 0                   |
| Nicaise    |      | 26   |     | 1377             | 36               | 2                | 11               | 2                | 25               | 8                | 0                | 1013        | 26          | 1           | 9           | 2           | 17          | 6            | 0           | 228                          | 8                            | 0                            | 1                            | 0                            | 7                            | 1                            | 0                            | 136                 | 2                   | 1                   | 1                   | 0                   | 1                   | 1                   | 0                   |
| Goreux     |      | 2    |     | 1269             | 29               | 1                | 14               | 8                | 15               | 5                | 1                | 857         | 23          | 1           | 9           | 5           | 14          | 3            | 0           | 319                          | 4                            | 0                            | 4                            | 2                            | 0                            | 2                            | 0                            | 93                  | 2                   | 0                   | 1                   | 1                   | 1                   | 0                   | 1                   |
| Bolat      |      | 38   | *   | 855              | 10               | 0                | 10               | 1                | 0                | 1                | 0                | 810         | 9           | 0           | 9           | 0           | 0           | 1            | 0           | 45                           | 1                            | 0                            | 1                            | 1                            | 0                            | 0                            | 0                            | 0                   | 0                   | 0                   | 0                   | 0                   | 0                   | 0                   | 0                   |
| Mangala    |      | 21   |     | 727              | 14               | 0                | 8                | 2                | 6                | 3                | 0                | 643         | 11          | 0           | 7           | 1           | 4           | 3            | 0           | 84                           | 3                            | 0                            | 1                            | 1                            | 2                            | 0                            | 0                            | 0                   | 0                   | 0                   | 0                   | 0                   | 0                   | 0                   | 0                   |
| Carcela    |      | 33   |     | 672              | 15               | 0                | 7                | 4                | 8                | 0                | 0                | 631         | 13          | 0           | 7           | 4           | 6           | 0            | 0           | 41                           | 2                            | 0                            | 0                            | 0                            | 2                            | 0                            | 0                            | 0                   | 0                   | 0                   | 0                   | 0                   | 0                   | 0                   | 0                   |
| Toama      |      | 11   |     | 643              | 12               | 3                | 6                | 3                | 6                | 2                | 0                | 500         | 9           | 3           | 5           | 2           | 4           | 1            | 0           | 19                           | 1                            | 0                            | 0                            | 0                            | 1                            | 0                            | 0                            | 124                 | 2                   | 0                   | 1                   | 1                   | 1                   | 1                   | 0                   |
| Fellaini   |      | 27   | **  | 480              | 5                | 0                | 5                | 0                | 0                | 1                | 0                | 270         | 3           | 0           | 3           | 0           | 0           | 1            | 0           | 210                          | 2                            | 0                            | 2                            | 0                            | 0                            | 0                            | 0                            | 0                   | 0                   | 0                   | 0                   | 0                   | 0                   | 0                   | 0                   |
| Benteke    |      | 25   | *   | 478              | 11               | 3                | 5                | 2                | 6                | 0                | 0                | 471         | 9           | 3           | 5           | 2           | 4           | 0            | 0           | 7                            | 2                            | 0                            | 0                            | 0                            | 2                            | 0                            | 0                            | 0                   | 0                   | 0                   | 0                   | 0                   | 0                   | 0                   | 0                   |
| Benko      |      | 20   |     | 324              | 17               | 1                | 2                | 2                | 15               | 0                | 0                | 225         | 15          | 1           | 1           | 1           | 14          | 0            | 0           | 1                            | 1                            | 0                            | 0                            | 0                            | 1                            | 0                            | 0                            | 98                  | 1                   | 0                   | 1                   | 1                   | 0                   | 0                   | 0                   |
| Alex       |      | 3    |     | 210              | 2                | 0                | 2                | 0                | 0                | 0                | 0                | 90          | 1           | 0           | 1           | 0           | 0           | 0            | 0           | 0                            | 0                            | 0                            | 0                            | 0                            | 0                            | 0                            | 0                            | 120                 | 1                   | 0                   | 1                   | 0                   | 0                   | 0                   | 0                   |
| De Vriendt |      | 18   | **  | 127              | 2                | 0                | 1                | 0                | 1                | 0                | 0                | 0           | 0           | 0           | 0           | 0           | 0           | 0            | 0           | 7                            | 1                            | 0                            | 0                            | 0                            | 1                            | 0                            | 0                            | 120                 | 1                   | 0                   | 1                   | 0                   | 0                   | 0                   | 0                   |
| Ingrao     |      | 29   |     | 49               | 4                | 0                | 0                | 0                | 4                | 0                | 1                | 41          | 3           | 0           | 0           | 0           | 3           | 0            | 1           | 0                            | 0                            | 0                            | 0                            | 0                            | 0                            | 0                            | 0                            | 8                   | 1                   | 0                   | 0                   | 0                   | 1                   | 0                   | 0                   |
| Yagan      |      | 30   |     | 24               | 2                | 1                | 0                | 0                | 2                | 1                | 0                | 24          | 2           | 1           | 0           | 0           | 2           | 1            | 0           | 0                            | 0                            | 0                            | 0                            | 0                            | 0                            | 0                            | 0                            | 0                   | 0                   | 0                   | 0                   | 0                   | 0                   | 0                   | 0                   |
| Cyriac     |      | 7    | *   | 4                | 1                | 0                | 0                | 0                | 1                | 0                | 0                | 4           | 1           | 0           | 0           | 0           | 1           | 0            | 0           | 0                            | 0                            | 0                            | 0                            | 0                            | 0                            | 0                            | 0                            | 0                   | 0                   | 0                   | 0                   | 0                   | 0                   | 0                   | 0                   |
| Digão      |      | 13   |     | 2                | 1                | 0                | 0                | 0                | 1                | 0                | 0                | 2           | 1           | 0           | 0           | 0           | 1           | 0            | 0           | 0                            | 0                            | 0                            | 0                            | 0                            | 0                            | 0                            | 0                            | 0                   | 0                   | 0                   | 0                   | 0                   | 0                   | 0                   | 0                   |
| Kabamba    |      | 21   | **  | 1                | 1                | 0                | 0                | 0                | 1                | 0                | 0                | 0           | 0           | 0           | 0           | 0           | 0           | 0            | 0           | 0                            | 0                            | 0                            | 0                            | 0                            | 0                            | 0                            | 0                            | 1                   | 1                   | 0                   | 0                   | 0                   | 1                   | 0                   | 0                   |
| Dembélé    |      | 30   | **  | 1                | 1                | 0                | 0                | 0                | 1                | 0                | 0                | 0           | 0           | 0           | 0           | 0           | 0           | 0            | 0           | 0                            | 0                            | 0                            | 0                            | 0                            | 0                            | 0                            | 0                            | 1                   | 1                   | 0                   | 0                   | 0                   | 1                   | 0                   | 0                   |
| Moris      |      | 16   |     | 0                | 0                | 0                | 0                | 0                | 0                | 0                | 0                | 0           | 0           | 0           | 0           | 0           | 0           | 0            | 0           | 0                            | 0                            | 0                            | 0                            | 0                            | 0                            | 0                            | 0                            | 0                   | 0                   | 0                   | 0                   | 0                   | 0                   | 0                   | 0                   |
| Marloye    |      | 25   | **  | 0                | 0                | 0                | 0                | 0                | 0                | 0                | 0                | 0           | 0           | 0           | 0           | 0           | 0           | 0            | 0           | 0                            | 0                            | 0                            | 0                            | 0                            | 0                            | 0                            | 0                            | 0                   | 0                   | 0                   | 0                   | 0                   | 0                   | 0                   | 0                   |
| Alandson   |      | 22   |     | 0                | 0                | 0                | 0                | 0                | 0                | 0                | 0                | 0           | 0           | 0           | 0           | 0           | 0           | 0            | 0           | 0                            | 0                            | 0                            | 0                            | 0                            | 0                            | 0                            | 0                            | 0                   | 0                   | 0                   | 0                   | 0                   | 0                   | 0                   | 0                   |
| Soubry     |      | 18   |     | 0                | 0                | 0                | 0                | 0                | 0                | 0                | 0                | 0           | 0           | 0           | 0           | 0           | 0           | 0            | 0           | 0                            | 0                            | 0                            | 0                            | 0                            | 0                            | 0                            | 0                            | 0                   | 0                   | 0                   | 0                   | 0                   | 0                   | 0                   | 0                   |

- (*)   Joueur arrivé en cours de saison
- (**)  Joueur parti en cours de saison
- (Min) Temps de jeu
- (J)   Nombre de matchs auxquels le joueur a participé
- (T)   Nombre de matchs où le joueur fut titulaire
- (OUT) Nombre de matchs où le joueur fut remplacé
- (IN)  Nombre de matchs où le joueur fut remplaçant